# تفسخ الخرسانة

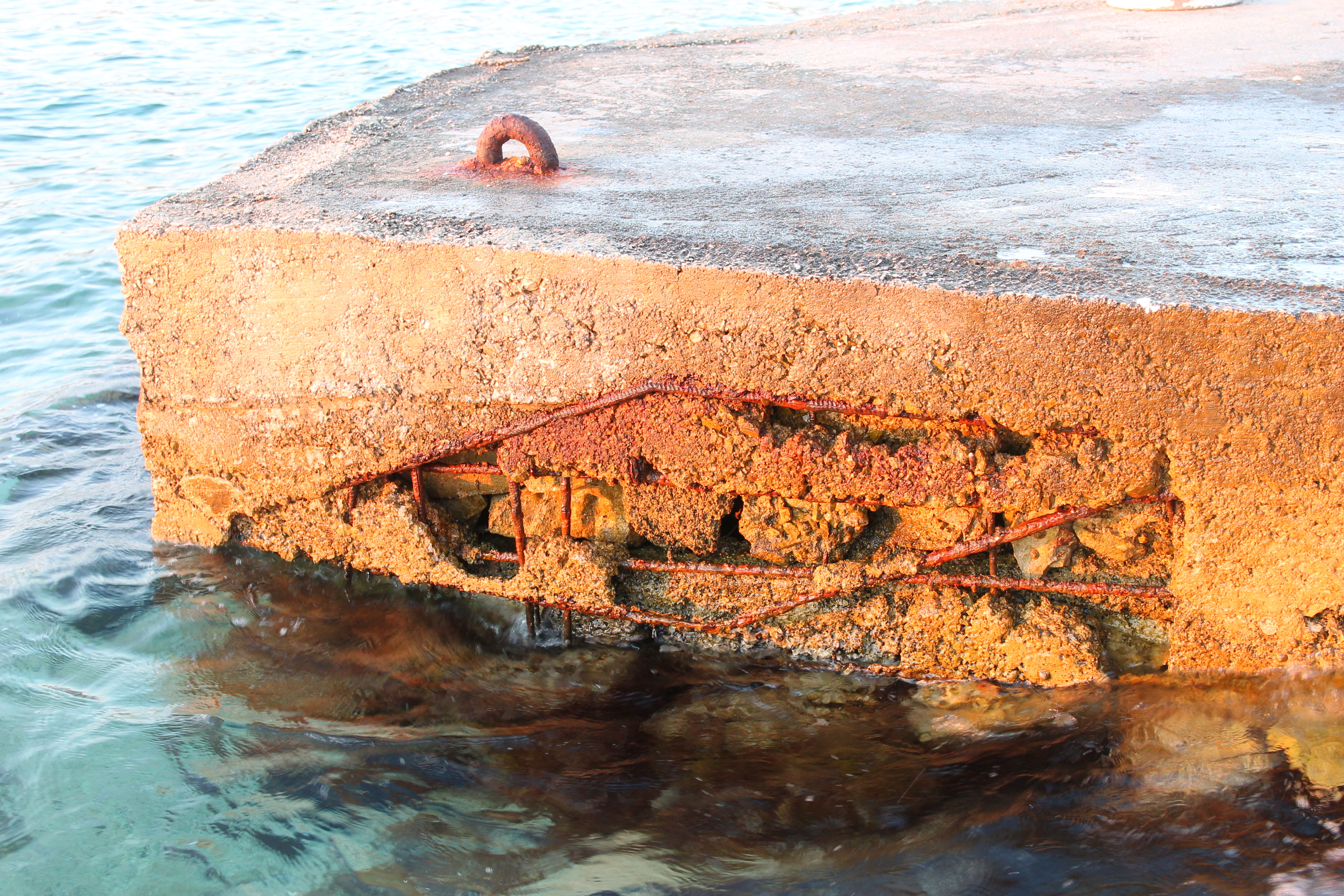

لتفسخ الخرسانة عدة أسباب. قد تتضرر الخرسانة من النار أو تمدد الركام أو تأثير مياه البحر أو التآكل الجرثومي أو ارتشاح الكالسيوم أو الضرر الجسماني أو الضرر الكيميائي (من الكربونات والكلوريدات والكبريتات والمياه غير المقطرة). تؤثر هذه العملية سلبًا على الخرسانة المعرضة لهذه المؤثرات الضارة.

## تمدد الركام
تخضع أنواع متعددة من الركام لتفاعلات كيميائية داخل الخرسانة، مؤديةً بذلك إلى ظواهر تمددية ضارة. أكثرها شيوعًا تلك التي تحتوي ثنائي أكسيد السليكون المتفاعل، والذي قد يتفاعل (بوجود الماء) مع القلويات في الخرسانة (يأتي كل من K2O وNa2O من الإسمنت بشكل رئيسي). من بين المكونات المعدنية الأكثر تفاعلًا لبعض الركام هي الأوبال والكالسيدوني والصوان والكوارتز المضغوط. تتشكل مادة هلامية متمددة نتيجةً لتفاعل القلويات وثنائي أكسيد السليكون (ASR) التي تخلق شقوقًا متمددة وتتسبب بتضرر العناصر البنيوية. يمكن أن يتسبب تفاعل القلويات وثنائي أكسيد السليكون (ASR) بظهور نتوءات على سطح الأرصفة المصنوعة من الخرسانة، يعني هذا خروج مخاريط صغيرة (تصل ل 3 سم (1 في الداخل) تقريبًا بالديامتر) بالتوافق مع جزيئات الركام.
عندما يُستخدم الركام التي تحتوي على الدولوميت، يحدث تفاعل نزع للدولوميت حيث يتفاعل مركب كربونات المغنيزيوم مع أيونات الهيدروكسيل وينتج عنه هيدروكسيد المغنيزيوم وأيونات الكربون. ربما يتسبب التمدد الناتج بدمار المادة. النتوءات الناتجة عن وجود البيريت هي أقل شيوعًا بكثير، وهو كبريتيد حديدي يُنتِج التمدد عن طريق تشكيل أوكسيد الحديد والأترينجيت. ربما تقود التفاعلات وإعادات التبلور الأخرى، مثل إضافة الماء لمعادن الصلصال في بعض أنتواع الركام إلى التمدد المدمر أيضًا.

## تآكل قضبان الدعم
ربما يحفز تمدد منتجات التآكل (أكسيد الحديد) في الأبنية المُعززة بفولاذ الكربون الإجهاد الميكانيكي والذي قد يسبب تشكل الشقوق ويزعزع بنية الخرسانة. إذا كانت قضبان الحديد المسلح مركبة بشكل غير جيد وكانوا قريبين جدًا من سطح الخرسانة وتعرضوا للهواء، قد يحدث الانتشار الشديد للصدأ والتفتت بسهولة: تنفصل شظايا مسطحة من الخرسانة عن كتلة الخرسانة عن طريق تآكل قضبان الحديد المسلح وربما تنهار. أكثر المشاكل المترافقة مع معظم الأبنية المصنوعة من الفولاذ أهميةً هي التآكل.

## الضرر الكيميائي

### الكربنة
قد يتفاعل ثنائي أكسيد الكربون الموجود في الهواء مع هيدروكسيد الكالسيوم في الخرسانة ليشكل كربونات الكالسيوم. تدعى هذه العملي الكربنة، والتي هي أساسًا انعكاس للعملية الكيميائية تكلس الجير التي تحدث في قمائن الإسمنت. كربنة الخرسانة هي عملية بطيئة ومتتابعة تسير من السطح الخارجي للداخل، ولكن تصبح أكثر بطئًا مع تزايد عمق الانتشار.
لدى الكربنة تأثيران: تزيد القوة الميكانيكية للخرسانة، ولكن أيضًا تقلل من القلوية، القلوية أساسية لتجنب تآكل الفولاذ المعزز. في درجة حموضة تحت ال 10، تتحلل الطبقة الرقيقة الفولاذية من السطح المُخمَّل ويُعزز بذلك التآكل. للسبب المذكور أخيرًا، الكربنة هي عملية غير مرغوب بها في كيمياء الخرسانة. يمكن اختبارها بتطبيق محلول الفينولفثالين، وهو مؤشر درجة الحموضة، على سطح متصدع حديثًا، والذي يشير إلى مناطق غير مكربنة وبالتالي قلوية ذات لون أرجواني.

### الكلوريدات
استُخدِمت الكلوريدات، بشكل خاص كلوريد الكالسيوم، لتقليل وقت إنشاء الخرسانة. ولكن، اتضح أن كلوريد الكالسيوم وكلوريد الصوديوم (بدرجة أقل) يسربان هيدروكسيد الكالسيوم ويسببان تغيرات كيميائية في إسمنت بورتلاند، وبالتالي خسارة في المتانة، عدا عن غزو التعزيزات الفولاذية الموجودة في معظم الخرسانات. احتوى مستشفى الملكة إليزابيث ذو العشر طوابق في كوتا كينابالو نسبة عالية من الكلوريد مما تسبب بفشل مبكر.

### الكبريتات
قد تتسبب الكبريتات في المحلول الملامس للخرسانة بتغيرات للإسمنت، والتي قد تسبب بدورها تأثيرات بنيوية دقيقة ملحوظة ينتج عنها إضعاف رابط الإسمنت (غزو الكبريتات الكيميائي). قد تتسبب المحاليل الكيميائية أيضًا بالضرر للمواد الإسمنتية المسامية عن طريق التبلور وإعادة التبلور (غزو الملح). الكبريتات والكبريتيد واسعة الانتشار في البيئة الطبيعية وموجودة في الكثير من المصادر، من ضمنها الجيبسوم (كبريتات الكالسيوم) وهو موجود عادةً كعنصر إضافي في الإسمنت المخلوط والذي يحوي الرماد المتطاير ومصادر أخرى للكبريتات. باستثناء كبريتات الباريوم، أغلب الكبريتات قابلة للذوبان في الماء بنسب من قليلة إلى كبيرة. يتضمن هذا المطر الحمضي حيث يتحلل ثنائي أكسيد الكبريت الموجود في السقائف الهوائية في المطر المتساقط لينتج حمض الكبريت. في العواصف الرعدية، يتأكسد ثنائي الأكسيد ليصبح ثلاثي الأكسيد مما يجعل حمض الكبريتات المتبقي في المطر المتساقط أكثر حموضة. أكثر شكل شائع لتآكل البنية التحتية للحكومة المحلية من الكبريتات الناشئة عن أكسدة الكبريتيد والذي يحدث حين تحول الجراثيم (مثلًا في أنابيب الصرف الصحي الرئيسية) غاز كبريتيد الهيدروجين الماثل دومًا إلى غشاء من أيونات الكبريتيد (S-) أو ثنائي الكبريتيد (HS-). هذا التفاعل عكوس، كلًا من الأكسدة السريعة فور التعرض للهواء ومياه الأمطار المؤكسجة، لإنتاج أيونات الكبريتات والكبريتيد وأيونات الهيدروجين الحمضي في التفاعل HS- + H2O + O2 -> 2H+ + So4- . يُعزى التآكل المتواجد عادةً في قمة المجرور المصنوع من الخرسانة مباشرةً إلى هذه العملية المعروف بالتآكل المتعفن للقمة.

### التسرب
حين تتدفق المياه في الشقوق الموجودة في الخرسانة، قد يحلل الماء معادن عديدة موجودة في معجون الإسمنت الصلب أو في الركام، إذا كان المحلول غير مشبع بالتلاؤم معهم. تتسرب الأيونات المنحلة، مثل الكالسيوم (Ca2+)، خارجًا وتنتقل في المحلول بعض المسافة. إذا تطورت الحالات الفيزيائية-الكيميائية السائدة في المياه المتسربة مع المسافة على طول المسار المائي وأصبحت المياه مشبعة بإفراط بالتلاؤم مع معادن محددة، يمكن أن تترسب بشكل إضافي، مشكلةً رواسب الكالثيميتات (بصورة غالبة كربونات الكالسيوم) داخل الشقوق، أو على السطح الخارجي للخرسانة. قد تسبب هذه العملية الشفاء الذاتي للتصدعات في بعض الظروف.

### نزع الكالسيوم
يتبقى بعض هيدروكسيد الكالسيوم الحر (Ca(OH)2) ضمن الخرسانة الثابتة، والذي قد يتحلل أكثر ليشكل أيونات Ca2+ والهيدروكسيد (OH-). أي مياه تجد مسارًا للتسرب عبر الشقوق الدقيقة وفجوات الهواء الموجودة في الخرسانة، سوف تحمل بسرعة ال(Ca(OH)2) وCa2+ (اعتمادًا على درجة حموضة المحلول وتفاعله في ذلك الوقت) إلى الجانب السفلي من البناء حيث يتلامس المحلول المرتشح مع الجو. سرعان ما يتفشى ثنائي أكسيد الكربون (CO2) من الجو إلى المواد المرتشحة ويسبب تفاعلًا كيميائيًا، والذي يقوم بترسيب كربونات الكالسيوم (CaCO3) على الأطراف الخارجية لبنية الخرسانة. يُعرَف هذا الراسب الثاني المُكوَّن بشكل رئيسي من CaCO3 المستخلص من الخرسانة بالكالثيميتات وقد يشبه أشكال وصيغ تلك التي في الكهوف «سبييلوثيمات»، مثل الهوابط والصواعد والتكلس الخ. قد يتم نقل وترسيب العناصر النزرة مثل الحديد من التعزيزات الصدئة من قبل السائل المرتشح بنفس وقت انتقال وترسب CaCO3. قد يجعل هذا لون الكالثيميتات برتقاليًا أو أحمرًا.
تقوم العمليات الكيميائية التي تشمل على ارتشاح هيدروكسيد الكالسيوم من الخرسانة بتسهيل نمو الكالثيميتات إلى ما يصل إلى 200 مرة أسرع من سبيليوثيمات الكهوف نتيجة لاشتراك تفاعلات كيميائية مختلفة. رؤية الكالثيميت هي علامة مرئية على أن الكالسيوم يرتشح من بنية الخرسانة وأن الخرسانة تتفسخ بشكل تدريجي.
في الخرسانات القديمة جدًا حيث ارتشح هيدروكسيد الكالسيوم بالفعل من مسار تسرب المادة المرتشحة، قد تعود المواد الكيميائية إلى تلك الحالة المشابهة لكيميائية السبيليوثيم في كهف الحجر الكلسي. هناك حيث قد يشكل المطر المحتوي على ثنائي أكسيد الكربون أو المياه المتسربة حمضًا كربونيًا، والذي يرشح بدوره كربونات الكالسيوم (CaCO3) من داخل بنية الخرسانة ويحمله إلى الجانب السفلي من البنية. حين يتلامس مع الجو، يُنزَع الغاز من ثنائي أكسيد الكربون وتترسب كربونات الكالسيوم لتشكيل رواسب الكالثيميت، والتي قد تشبه أشكال وصيغ السبيليوثيمات. هذه العمليات الكيميائية المتعلقة بنزع الغاز غير شائعة في بنية الخرسانة حيث يمكن للسائل المرتشح إيجاد مسارات جديدة خلال الخرسانة للوصول إلى هيدروكسيد كالسيوم حر وهذا يُرجِع العمليات الكيميائية إلى تلك المذكورة سابقًا حيث يكون ثنائي أكسيد الكربون متفاعلًا.